# Zygmunt Czyż

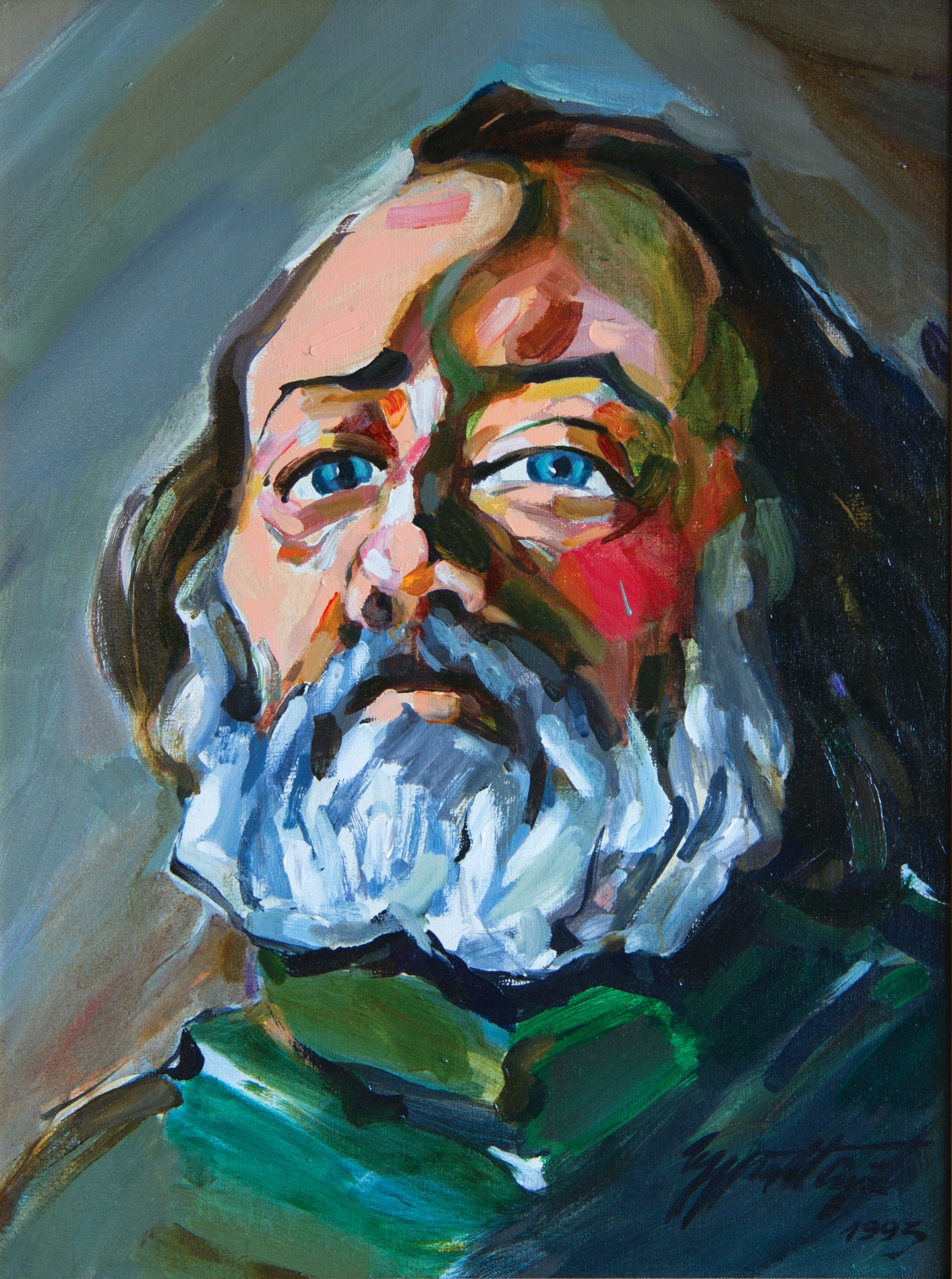
Autoportret, 1992

Zygmunt Czyż (ur. 8 sierpnia 1940 w Zachoiniu, zm. 26 listopada 2003 w Rzeszowie) – polski malarz, grafik, rysownik, witrażysta i projektant. 
Uważany za jednego z najwybitniejszych polskich twórców współczesnych, a jednocześnie za jednego z najbardziej znaczących linorytników w historii grafiki polskiej. Jeden z czołowych przedstawicieli polskiej sztuki Nowej Figuracji.
Wielokrotnie notowany w prestiżowych wydawnictwach biograficznych i o sztuce.

## Życiorys
Urodził się w Zachoiniu, jako syn Genowefy i Wawrzyńca. Ukończył Liceum Sztuk Plastycznych w Jarosławiu, a następnie w latach 1958–1964 studiował na Wydziale Malarstwa Akademii Sztuk Pięknych w Krakowie. Uzyskał dyplom w pracowni prof. Wacława Taranczewskiego w 1964 roku, również w tym roku ukończył trzyletnie Studium Pedagogiczne. Mąż Ludwiki Czyż, z którą miał 4 synów Sławomira, Artura, Norberta i Zbigniewa. W 1996 roku wskutek wypadku doznał częściowego paraliżu, od tej pory tworzył głównie akwarele. Zmarł w Rzeszowie w 2003. Został pochowany na tamtejszym cmentarzu Wilkowyja.

## Działalność społeczna
Był jednym z pomysłodawców i inicjatorów aukcji „Bliźniemu Swemu”, na rzecz podopiecznych Towarzystwa Pomocy im. Brata Alberta. W 1990 roku podarował pierwszą pracę, co było zaczątkiem późniejszych charytatywnych aukcji „Bliźniemu swemu”.
Od 1980 współpracował z „Solidarnością” Regionu Rzeszowskiego, działał w niej w latach 1980–1981 i w podziemiu. Projektował liczne plakaty, znaczki, ulotki itp., zajmował się kolportażem wydawnictw podziemnych, organizował niezależne spotkania i wystawy, w latach 1982–1989 był członkiem Grupy Niezależnych Twórców. Od maja do grudnia 1985 roku rozpracowywany przez Wydział III Wojewódzkiego Urzędu Spraw Wewnętrznych w Rzeszowie – w ramach SOS Kontakt.

## Twórczość
Zygmunt Czyż uprawiał twórczość w wielu dziedzinach. Najczęściej poświęcał się malarstwu sztalugowemu i grafice warsztatowej. Prace artysty określane były mianem traktatu filozoficznego na temat istnienia, proponowały wizję innego świata, zgłębiały tajemnicę egzystencji człowieka.
Wachlarz jego twórczości obejmował również inne obszary jak rysunek, malarstwo architektoniczne, projektowanie witraży czy projektowanie graficzne. Na swoim koncie artystycznym posiada wybitne realizacje o tematyce sakralnej – m.in. witraże i ołtarz w katedrze rzeszowskiej oraz cykl obrazów sakralnych w rzeszowskim kościele Świętego Krzyża. Wykonał polichromie w rzeszowskim zamku.

## Wybrane dzieła
| Nr | Tytuł                                          | Czas powstania | Technika | Ilustracja |
| -- | ---------------------------------------------- | -------------- | -------- | ---------- |
| 1. | Cykl: Otwarte okno – chmury                    | 1977           | linoryt  |            |
| 2. | Cykl: Pomiędzy światłem a granicą cienia XVIII | 1983           | linoryt  |            |
| 3. | Cykl: Pomiędzy światłem a granicą cienia XX    | 1987           | linoryt  |            |
| 4. | Czytająca list                                 | 1990           | olej     |            |
| 5. | Cykl: Wiatraki III                             | 1995           | linoryt  |            |

## Członkostwo
Był aktywnym członkiem Związku Polskich Artystów Plastyków, a w latach 1976–1983 członkiem Rady Artystycznej Okręgu Rzeszowskiego, Societe Internationale des Graveurs sur Bois XYLON w Zurychu 

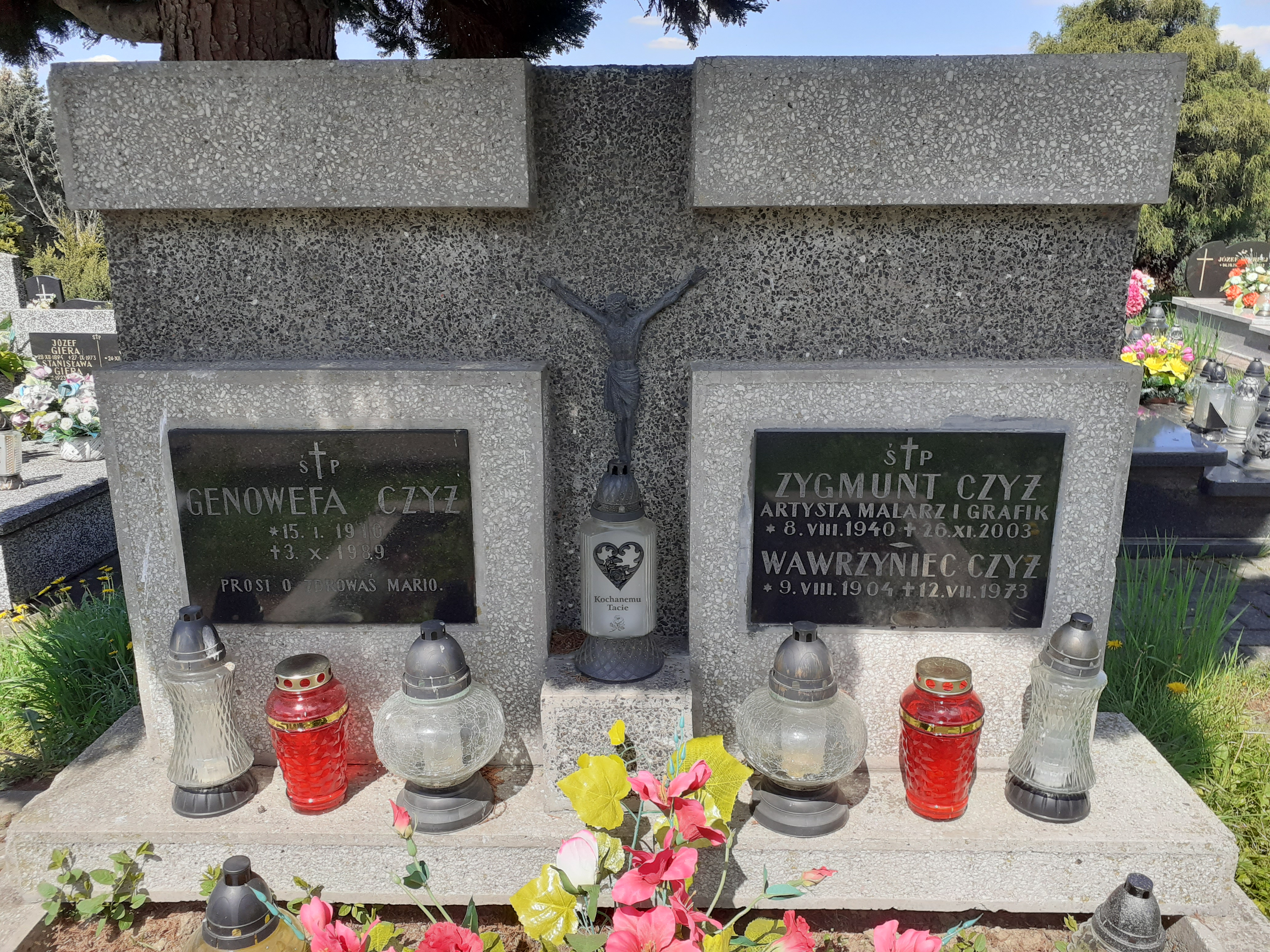
Grobowiec Zygmunta Czyża

## Wystawy
W swoim dorobku ma ponad 40 wystaw indywidualnych w kraju i za granicą. Brał udział w ponad 50 ogólnopolskich wystawach malarstwa i grafiki, 60 wystawach międzynarodowych oraz wystawach sztuki polskiej za granicą m.in. w:
- III Międzynarodowym Biennale Grafiki w Bradford – 1972,
- Międzynarodowej Wystawie Grafiki w Rizal – 1972,
- „Sport w Sztukach Pięknych” Madryt i Barcelona – 1974,
- XYLON 8 – 1979, 9 – 1984, 11 – 1990,
- IV, V, XI, XII Międzynarodowym Biennale Grafiki w Krakowie,
- III, V Międzynarodowej Wystawie Sztuki Miniaturowej – Toronto,
- III Międzynarodowym Triennale Grafiki – Fredrikstad – 1989,
- Międzynarodowej Aukcji Grafiki – Jokohama – 1992,
- V Biennale Grafiki – Wakayama – 1993,
- I Międzynarodowej Wystawie Grafiki – Maastricht.

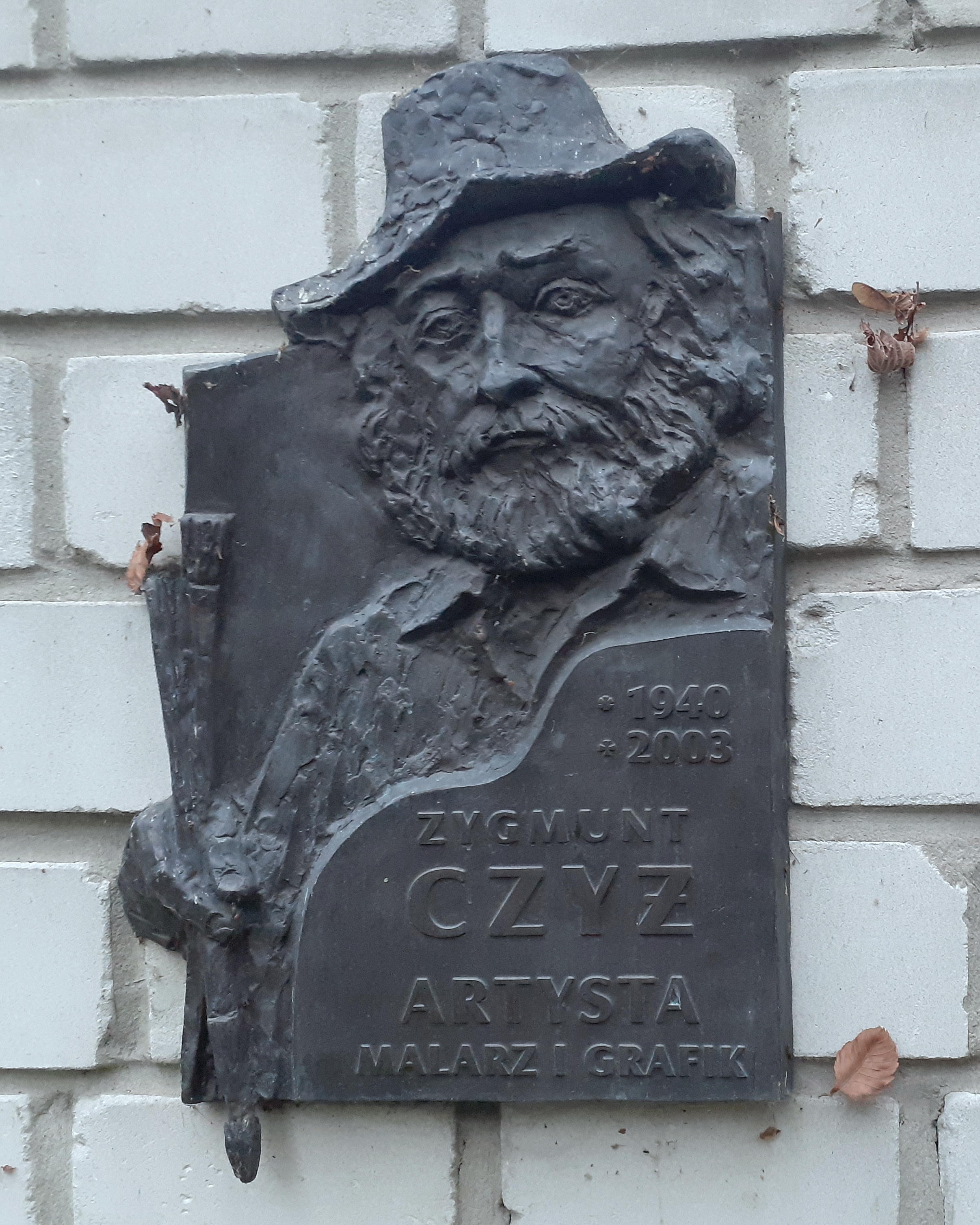
Tablica upamiętniająca Zygmunta Czyża na Starym Cmentarzu w Rzeszowie

## Nagrody i wyróżnienia
Otrzymał ponad 30 nagród i wyróżnień, w tym m.in.:
- Nagrodę na I Międzynarodowej Wystawie Grafiki – Rizal,
- I nagrodę równoważną – VI Quadrienale Drzeworytu i Linorytu Polskiego,
- Wyróżnienie Ministra Obrony Narodowej w dziedzinie plastyki,
- Odznakę Ministra Kultury i Sztuki – Zasłużony Działacz Kultury,
- Nagrodę Ministra Kultury i Sztuki – Ogólnopolska Wystawa Grafiki – Poznań,
- Nagrodę Marynarki Wojennej – II Polsko–Fiński Konkurs Grafiki Marynistycznej,
- Nagrodę PR i TV „Wawrzyn 92",
- Nagrodę Prezydenta Miasta Rzeszowa.

## Zbiory
Prace artysty znajdują się w licznych zbiorach w Polsce, Europie i świecie m.in. w:
- Maitland City Gallery (Australia),
- Instytucie Polsko – Kanadyjskim w Montrealu,
- Muzeum Malmö,
- Galerii Blaue – Rizal,
- w zbiorach miejskich we Vreden, Berlinie, Winterthur, Szczecinie, Łodzi, Krakowie, Gdańsku oraz w Rzeszowie,
- Muzeum Narodowego w Warszawie i Urzędu Wojewódzkiego w Szczecinie, Krakowie, Kielcach, Białymstoku,
- Ministerstwa Kultury i Sztuki,
- oraz w zbiorach prywatnych w kraju i za granicą m.in. Kanadzie, Francji, Japonii, Włoszech, USA, Brazylii i Szwajcarii.

## Publikacje
Prace Zygmunta Czyża były publikowane w wielu prestiżowych wydawnictwach biograficznych oraz albumach o sztuce współczesnej m.in. Okolice Sztuki – 1983, Kto jest kim w Polsce – 1984 i 1989, Prestige de la Painture et de la Sculpture d’Aujord’hui dens le Monde – 1990, Who’s Who in International Art – 1991/1992 i 1994/1995, Quand L’art. Du XX siècle etait concu par des inconnus – L’historie du Salon d’Automne de 1903 a nos jours – 1992, Czterej Mistrzowie i ich pracownie: malarstwo i rysunek ze zbiorów Muzeum Akademii Sztuk Pięknych w Krakowie – 2007, Artyści Podkarpacia – 2010, Artyści Polscy o Papieżu – 1996.